# 金新月

海洛因生产地区地图

金新月，世界三大毒品产地之一，其地域位于西南亚，从土耳其东部，经伊朗、阿富汗一直延伸到巴基斯坦一带，金新月的毒品最大产地是阿富汗。因其形状好像一弯新月，故称“金新月”。金新月和金三角、银三角等地并称为世界三大毒品产地，此三地為世界三大毒品植物產地，號稱「毒販的麥加」（必須去原產地「朝聖」採購，較為便宜）。
相对于金三角等地来说，金新月地区种植毒品的时间较晚，主要种植大麻和罂粟，但近年来，金新月已经取代金三角，成为世界上最大的毒品产地。其罂粟种植面积近11万公顷，每年生产4000吨毒品。1999年，金新月地区的鸦片总产量达到4600吨，占到了全球总产量的75%，是当时世界最大的鸦片产地。
位于金新月心脏地带的阿富汗是世界上最大罂粟种植国之一。由于其动荡的国内形势，加上阿富汗国内居民剽悍尚武的习俗，使得阿富汗的罂粟种植面积十分广泛，全国大部分省都有罂粟种植。阿富汗从1992年开始（除在2001年塔利班对鸦片下禁令外），超越缅甸成为世界鸦片生产第一大国。据统计，在2007年里世界市场内92%的非药用鸦片来源于阿富汗。

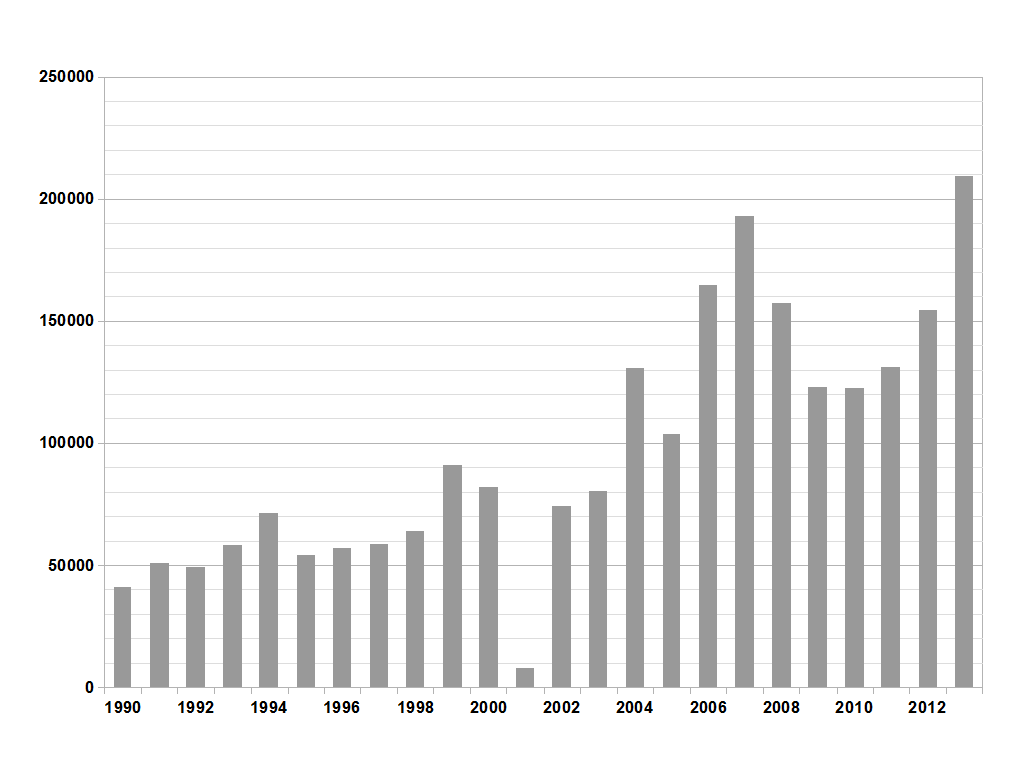
阿富汗罂粟种植面积, 1990–2013 (公顷)